# Propyne
Le propyne est un composé insaturé aliphatique de formule chimique C3H4. C'est un gaz incolore très inflammable qui appartient à la famille des alcynes. C'est un des composés du MADP, avec son tautomère le propadiène avec lequel il est en équilibre. Ce mélange est utilisé pour le soudage et l'oxycoupage. Contrairement à l'acétylène, le méthylacétylène peut être compressé sans danger.

## Propriétés
Le propyne est un gaz relativement stable, quoique très inflammable. En grande concentration, il devient asphyxiant. 
C'est un gaz incolore d'odeur caractéristique, plus lourd que l'air, presque insoluble dans l'eau.

## Production et équilibre avec le propanediène
Le méthylacetylène existe en équilibre avec le propadiène. Le mélange des deux gaz est appelé MAPD:
H3CC≡CH   =   H2C=C=CH2,  Keq = 0.22 (270 °C),  0.1 K (5 °C)
Le MAPD est un produit secondaire, souvent indésirable, du cracking du propane pour produire du propène, élément important dans l'industrie chimique. Présent, il interfère en effet dans la polymérisation catalytique du propène (synthèse de polypropylène).

## Utilisations

### En chimie organique
Le propyne est une molécule avec un squelette de trois atomes de carbone  utile en synthèse organique. Sa triple liaison le rend très réactif, en particulier pour des réactions d'addition nucléophile.
Sa déprotonation avec le n-butyllithium donne le propynyl lithium. Ce dernier un réactif nucléophile qui peut réagir avec des groupes carbonyles pour produire des alcools et des esters. Comme la purification du propyne coûte cher, on utilise généralement le gaz MAPD, meilleur marché.

### Carburant pour fusée
L'agence spatiale européenne, qui travaille sur des systèmes hydrocarbure léger/oxygène liquide comme mélange à haut rendement propulsif et qui seraient moins toxiques que le « classique » monométhylhydrazine/peroxyde d'azote, a montré que le propyne présentait de nombreux avantages comme carburant pour fusée pour des engins destinés à une orbite basse.